# قشلاق قرة درة كهل قشلاق فرصت (مقاطعة بيله سوار)
قشلاق قرة درة كهل قشلاق فرصت (بالفارسية: قشلاق قره دره کاهل) هي منطقة سكنية تقع في إيران في أردبيل. يقدر عدد سكانها بـ 73 نسمة .